# Liska Tibor Szakkollégium
A Liska Tibor Szakkollégium (LTSZ) a Budapesti Műszaki és Gazdaságtudományi Egyetem Gazdaság- és Társadalomtudományi Karának hallgatói által 2007-ben létrehozott szakkollégium. A Szakkollégium célja, hogy a Budapesti Műszaki és Gazdaságtudományi Egyetem Gazdaság- és Társadalomtudományi Karának hallgatói számára az egyetemi oktatást kiegészítő, magas színvonalú képzést nyújtson, s tagjainak tartalmas közösségi életet biztosítson.

## Történet
A BME többi kara mellett fiatalnak számító Gazdaság- és Társadalomtudományi Kar néhány hallgatójában először 2004-ben merült fel a gondolat, hogy szükség van olyan rendezvényekre, előadásokra, melyek túlmutatnak az egyetemi előadások és gyakorlatok szükségszerűen merev korlátain, és a tisztán elméleti megközelítés mellett megmutatják az üzleti, gazdasági folyamatok érdekességeit és gyakorlati működését.
E kezdeményezés eredményeként került megrendezésre 2005 márciusában az I. Gazdasági és Menedzsment Szakmai Hét. A rendezvényt több neves cégvezető, és az akkori oktatási miniszter is megtisztelte előadásával. A Kar esettanulmányi verseny hagyománya is ekkor indult el, mely azóta már rendszeres erőpróbájává vált a tudásukat gyakorlatban is kipróbálni vágyó hallgatóknak. A Szakmai Hét rendezvénysorozat sikerét jelezte a több száz résztvevő és a rengeteg pozitív visszajelzés. Építve az előző sikerekre és tanulva a hiányosságokból, a következő években a Szakmai Szervező Team a Hallgatói Képviselet támogatásával megszervezte a II. és a III. Gazdasági és Menedzsment Szakmai Heteket is. Fontos fejlődést jelentett, hogy a programok már többhetes időszakot öleltek fel. Az előadások nagy része az egyetemi kurzusok keretein belül folyt – ebből látszik, hogy az oktatók is elismerték a rendezvény létjogosultságát. Egyre nagyobb érdeklődés mutatkozott iránta, és a programfüzetben is egyre nagyobb nevek szerepeltek.
A Szakmai Hetek sikereit látva a Szakmai Szervező Team elérkezettnek látta az időt arra, hogy az évek munkája által fejlődésnek indított GTK-s szakmai közösségi életnek új keretet adjon. Ez az új keret az előző évek tapasztalataira épülve a Liska Tibor Szakkollégium lett. A Szakkollégium a Szakmai Szervező Team tagjaiból alakult a GTK Hallgatói Képviselőinek és dr. Veress József, a BME Gazdaság- és Társadalomtudományi Kar akkori dékánjának teljes körű támogatásával. Az alapítás óta a legfontosabb, hogy az egyre bővülő szakmai-baráti közösség, a szakkollégium tagsága folyamatosan dolgozik a közösen kitűzött céljaink megvalósításáért, a közösség gyarapításáért.

## Liska Tibor
Liska Tibor (Békéscsaba, 1925. október 25. – Budapest, 1994. július 15.) 20. századi magyar közgazdász. Tanulmányait a Debreceni Tudományegyetemen és az egykori Marx Károly Közgazdaságtudományi Egyetemen folytatta. A 80-as években kidolgozott egy egyedülálló gazdaságmechanikai modellt, melyet ökonosztát névre keresztelt, s azonos címmel könyvet írt, melyben kifejtette elmélete részleteit. A modell társadalmi bevezetésének működőképességéről maga sem volt határozottan meggyőződve, de kis méretben lehetősége nyílt kipróbálni azt. 1981-ben egy szentesi termelőszövetkezetet a modell alapján alakítottak át, kísérlet céljából. Az eredmények őt igazolták; az állam leállíttatta a kísérletet, miután kiderült, hogy a termelékenység többszöröse a szocialista modellének. Ezt a szimulációt folytatja, és finomítja évről évre a Szakkollégium, a 2009-ben először megrendezett LisKaLand nevű tábor keretében.
Liska Tibor szeretett vitatkozni, kísérletezni, szerény volt, és alázatos. Szakmai tevékenységéért az elsők között kapta meg a Széchenyi-díjat 1991-ben, majd a Heller Farkas-díjat 1995-ben (posztumusz). Munkássága és gondolatai a Szakkollégium kiemelt szereppel bíró építőkövei, szellemi öröksége ma is aktuális.

## Működés
A Liska Tibor Szakkollégium szervezeti hierarchiájának csúcsán az Elnökség áll, melynek tagjai: az elnök, az alelnök, a gazdasági vezető, a szakmai vezető, a PR-vezető, a HR-vezető és a marketingvezető. Ezek mindegyikét egy évre választja a tisztújító közgyűlés, melyen minden aktív tag szavazati joggal rendelkezik. A közgyűlésen történik még a felügyelő bizottság és a felvételi bizottság választása. Senior taggá azok válhatnak, akik teljesítették a szakkollégiumi diploma kritériumait és úgy döntenek, hogy nem kívánnak többé aktív státuszban maradni. A felvételi bizottság feladata a felvételi folyamat lebonyolítása a tagjelöltek számára. Tagjelöltnek bárki jelentkezhet, ám a bekerüléshez meg kell felelni egy bizonyos kritériumrendszernek.

## Programjaink
A Szakkollégium által szervezett programok két fő vonulatát a szakmai és a közösségi programok jelentik. A Szakmai programok nagyon változatosan épülnek fel, mind témájukat, mind a potenciális résztvevői létszámot tekintve. Alapvetően hat féle szakmai program ad keretet a mindennapoknak: műhelyek, esettanulmányi versenyek, kurzusok, tréningek, konferenciák és önálló előadások. Ezek gazdag kínálatából mindenki az igényeinek és érdeklődési körének megfelelően válogathat. 
A szakmai kiválóság mellett a másik nagyon fontos cél, hogy a tagok olyan közösséget alkossanak, ahol élményt jelent a közös célokért folytatott munka, és azt sokszor játék, kikapcsolódás, művelődés követi. Mindeközben természetesen mindenki halad a személyes fejlődése útján, a közösség büszke az egyénileg elért sikerekre, a versenyeken, pályázatokon kiemelkedően teljesítő tagjaira.
A Szakkollégium két legnagyobb szabású projektje a LisKaLand, illetve a Liska Tibor Szakmai Hetek.
A LisKaLand egy nyolcnapos tábor, ahol a részvevők Liska Tibor gazdaságmechanikai modelljének, az ökonosztátnak a táborra szabott, továbbfejlesztett szabályai szerint élnek, gyakorlatilag egy kísérletben vesznek részt úgy, hogy közben egy fesztiválon érzik magukat. A tábor 2009-ben került először megrendezésre, a szakma, egyetemisták és a média részéről is óriási érdeklődés kísérte. A tábor 90 lakója, akik az ország minden szegletéből érkeztek, birtokba vették vállalkozásaikat, és saját maguk üzemeltették a tábor minden funkcióját: az ebédlőt, a sportpályákat, a büfét, a mosdókat, stb. A tábor hivatalos fizetőeszközében, ökiben árazták be szolgáltatásaikat, lehetőség volt hitelfelvételre, fizetni kellett a kamatokat, mindezt a modell sajátos, egyedülállóan újszerű szabályai szerint.
Az élet azonban ennél sokkal többről szól: a játékosok szakmai épülését és szórakozását minden évben színvonalas programok garantálják. Az évek során a tábor számos kiváló szakember tisztelte meg látogatásával, úgy mint: Király Júlia, Felcsuti Péter, vagy Jaksity György. A szórakozásról az esti koncertek fellépői, bűvészek, és maguk a részvevők gondoskodnak saját szervezésű vetélkedőkkel.
A tábor végén összesített eredmények alapján egy valaki megnyeri a versenyt, de mindenki értékes jutalmakban részesül, amellett, hogy barátságokat köthetett, rengeteget tanulhatott marketingről, készletezésről és árazásról, részese lehetett egy rendszernek, mely középpontba az egyén találékonyságát állítja, megadva az ötletet akár egy saját vállalkozáshoz.
A Liska Tibor Szakkollégium alapításának ötlete és igénye a BME GTK-n a 2005 óta megrendezett Gazdasági és Menedzsment Szakmai Hetek szervezői csapatában fogalmazódott meg. Így szinte természetes, hogy a szakkollégium életében kiemelkedő jelentősége van ennek a rendezvénysorozatnak, amely ma már a Liska Tibor Szakmai Hetek nevet viseli. Igazi üdítő időszak ez, vizsgák és zárthelyik nélkül, amely magában hordozza a lehetőséget, hogy életközelibb információkhoz jussunk a szakma élvonalának képviselőitől. A rendezvényt évről évre mind nagyobb érdeklődés kíséri a hallgatók és a kar vezetése részéről egyaránt.
A rendezvények sorozata a hallgatói lét ritmusához igazodik. A kar oktatóival való együttműködésnek köszönhetően a szakmai programok egyik alappillérét tanrend szerinti előadások adják, melyeken meghívott vendégelőadók szerepelnek, a tárgyi (menedzsment, gazdasági, kommunikáció) tematikához illeszkedő előadásukkal. A tanórák utáni idősávban várja a szakkollégium a „sztárelőadóit”, ők aktuális vagy éppen örökzöld témákról beszélnek a hallgatóságnak. Az előadások végeztével a szervezők nagy hangsúlyt fektetnek az interaktivitásra, párbeszéd kialakítására, kapcsolatteremtés lehetőségére előadó és hallgató között.

## Külső hivatkozások
- A Liska Tibor Szakkollégium hivatalos honlapja Archiválva 2009. április 22-i dátummal a Wayback Machine-ben
- A Liskaland hivatalos honlapja
- A Szakmai hetek hivatalos honlapja

### Sajtó
- Szimuláció blog
- Metropol.hu
- HVG.hu
- nol.hu
- Szabadföld Online